# ジョン・パイパー (米国の神学者)
ジョン・ステファン・パイパー（John Stephen Piper, 1946年1月11日 - ）は、アメリカ合衆国の改革派の神学者。宣教団体「デザイアリング・ゴッド」創設者。ベツレヘム大学・神学校学長。ベイラー大学トゥルエット神学校が発表した、「2018年今日の英語圏で最も影響力のある説教者12人」に選出されている。ミネソタ州ミネアポリスにあるベツレヘム・バプテスト教会で33年間に渡り牧師を務めた。

## 経歴
1946年1月11日、テネシー州チャタヌーガで父ビル、母ルースの元に生まれる。父親は福音派の宣教師であった。幼少期にサウスカロライナ州グリーンビルへ引っ越し、地元のウェイドハンプトン高校を卒業した。
1968年12月にノエル・ヘンリーと結婚。息子4人と娘1人に恵まれた。
1964年にホイートン・カレッジへ入学し、文学専攻、哲学副専攻で1968年に卒業。在学中はロマン主義文学について学んでおり、現在でも頻繁に詩を作成している。
在学当初彼は医学を専攻しようと考えていたが、病気で入院していた際に病床で聞いたラジオ伝道師ハロルド・オッケンガの説教を聞いて牧師になることを決意した。その後、カリフォルニア州パサデナにあるフラー神学大学で学士（神学）を取得した。同大学ではダニエル・フラーの講義を受講し、ジョナサン・エドワーズの書籍を読んだ。パイパーはフラー、エドワーズに加え、C・S・ルイスにも影響を受けている。
その後、ドイツのルートヴィヒ・マクシミリアン大学ミュンヘンで新約学を学び1974年に神学博士を取得。博士論文"Love Your Enemies"はケンブリッジ大学出版局から出版されている。博士号取得後は、ミネソタ州セントポールにあるベテル神学校で1974年から1980年まで教鞭をとった。
1974年12月16日、母親がイスラエルで交通事故に遭い死亡。パイパーは1990年のブックレットで母について言及している。
2006年1月11日、パイパーは自身が前立腺癌を患っていることを発表した。自らの教会へ書き送った手紙の中で、彼とその主治医はこの癌が完治できるものであると信じていると書いた。
2007年5月6日に父親が死亡した。

### 活動

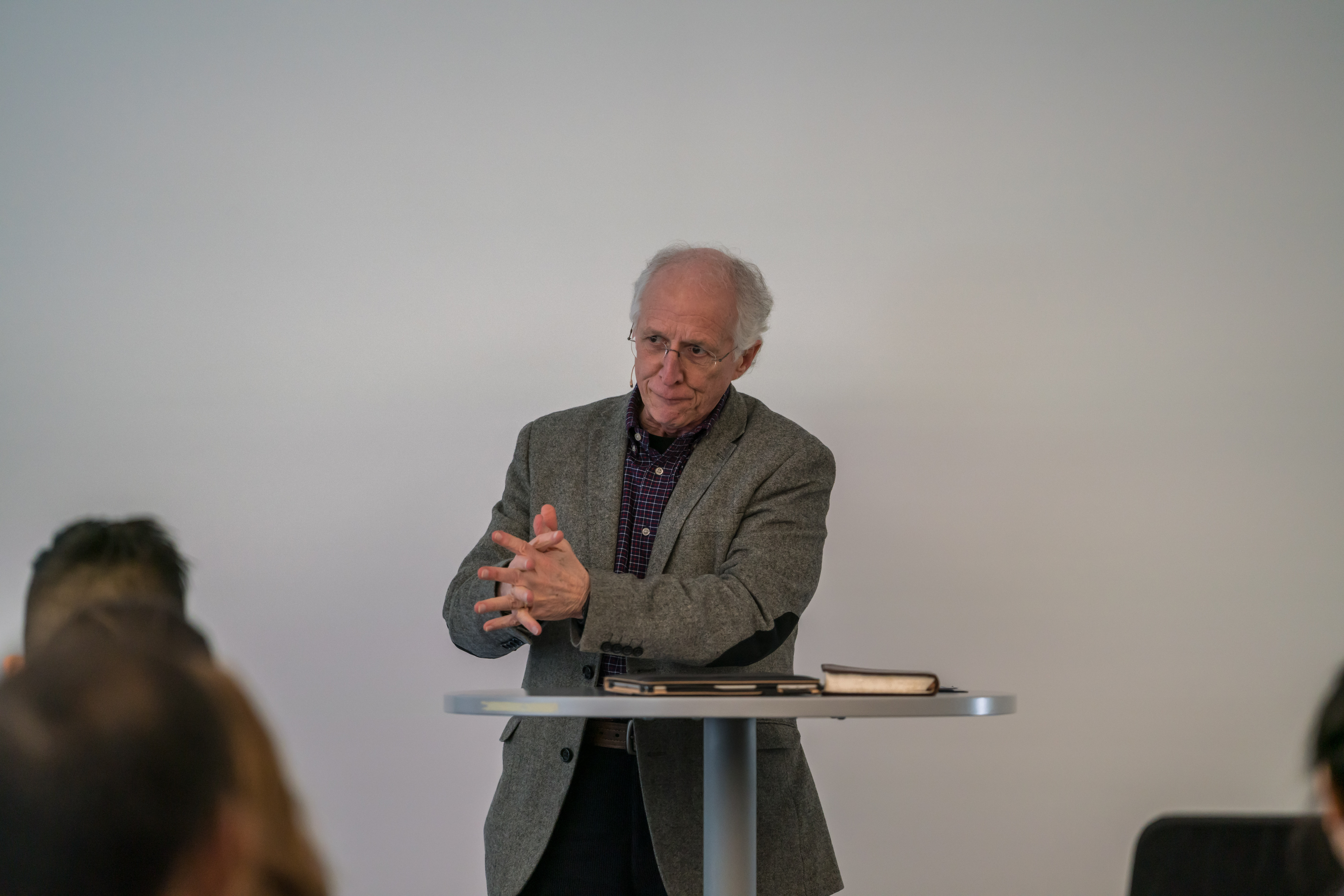
カリフォルニア州で講義をするジョン・パイパー

1980年、パイパーはミネソタ州ミネアポリスにあるベツレヘム・バプテスト教会の牧師となり、2013年5月31日に辞任するまで務めた。彼が福音派の中で注目を浴びたのは、1986年に出版されたDesiring God: Meditations of a Christian Hedonistがきっかけであった。その後も自らの神学的立場に基づいた数多くの著作を発表し、自身の意見を明確に述べた。1994年には、「イエス・キリストを通じて人々が得られる喜びこそが至高であることを宣べ伝える」ことを目的として、宣教団体「デザイアリング・ゴッド」を創設した。この団体は過去30年の彼の全ての説教とその著作のほとんどをウェブ上で無料公開している。
また、パイパーは2010年5月1日から2011年1月9日までの8ヶ月に渡り、活動を一時休止していた。
また、2011年7月には近いうちに牧師の職を辞任すると発表した。2012年3月に後任候補が発表され、同年5月20日の投票でジェイソン・メイヤーがジョン・パイパーの後任として承認された。
2013年5月31日のイースターの日、パイパーはベツレヘム・バプテスト教会牧師としての最後の説教を行った。その中で会衆に対し、教会の混乱を避け次期リーダーの任期が戦略的に行われるために、自身とその家族はテネシー州へ引っ越すことを発表した。

## 神学的立場

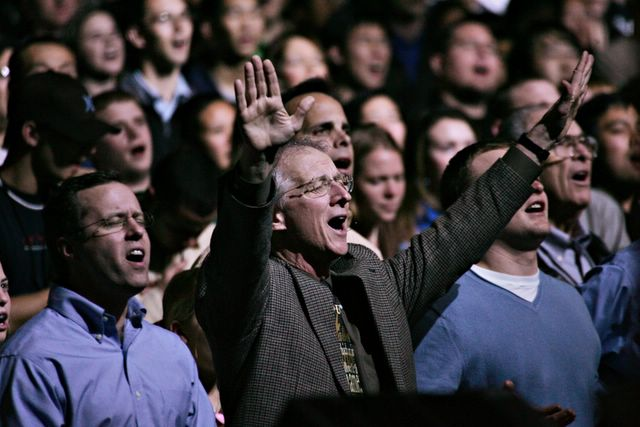
賛美を捧げるジョン・パイパー（2008年）

### クリスチャン快楽主義
パイパーはクリスチャン快楽主義を提唱し、「我々が神によって最も満足を得る時、神は我々から最も栄光を受ける。そして、神の最高の追求（神の栄光）と、人々の最も深く最も持続的な幸福は一つの追求、つまり神にある喜びの追求によって同時に達成される。」と教えている。

### 補完主義
パイパーは、性的役割について「補完主義」をとっている。彼は、聖書が夫に対してはその妻と家族を愛を持って導き、守り、養うように教え、妻に対しては夫のリーダーシップに賛同し、従うように教えているとしている。彼はまた、聖書は男性が教会を導く責任を担うように教えているのだから、（教会の）長老には男性のみがなるべきであるとも述べている。

### カルヴァン主義
パイパーは、救済論においてはカルヴァン主義、教会論についてはバプテストの立場をとる。彼はカルヴァン主義の特徴である予定説を肯定し、それはアウグスティヌスが無条件的選びを主張した帰結であると述べる。さらに彼はライプニッツの最善世界説も採用する。
加えてパイパーは信仰義認は人間の成果ではないと信じ、その説教では信仰や聖化における聖徒の永遠堅持の必要性が強調される。

### 歴史的創造論
パイパーは、「歴史的創造論」として知られる創造論の一種を支持しており、その見解を説明したのはジョン・セイルハマーだとしている。「歴史的創造論」においては、創世記第1章に書かれた第1日の前にある一定の期間が存在し、その期間中に神が宇宙、地球、および地球にある多くの生き物や物質を創造し、創世記の最初の7日間で荒れ果てた土地をエデンという恵まれた土地に造りかえ、そこにアダムとエバを創造し、6日目にその中に配置したと考えられる。 
加えてパイパーは、「創世記1章1節に『初めに神は天と地を創造した』とあるように、神はすべてを創造する。そして、あなたが日々歩む中で神は土地を用意している。神が新しいものを今から創造することはない。神は土地を用意し、物事を成長させ、水と地球を分離する。 そして、すべての準備が整うと、神はそこに人を造り、配置する。」と述べた。 

### 継続主義
霊的な賜物に関してパイパーは継続しているとするが、それは古典的なものとは異なると考える。つまり、彼は預言 、奇跡、 癒し、異言などの超自然的な賜物は途絶えておらず、特に宣教と伝道に関しては教会が求めるべきであると信じている 。 しかし、使徒の職は終わり 、現代の教会での預言の賜物は聖書の霊感と同じではないと彼は信じる。また、新約聖書の預言の賜物における神の超自然的な啓示は誤りがないと信じているが、今日、聖書に記されている神の言葉以外では、その預言者の認識、理解、および伝達は不完全であり、誤りを含んでいる 。従って、教会内における現代の預言はふるいにかけられる。  

### 終末論
パイパーは自らを「楽観的な前千年派」 と表現し、イエスの再臨と患難後携挙説の見方をしており、教会は大患難を経験することを教えている。この信念のために、彼はローマ人への手紙11章がイエスの再臨で彼らの心の頑なさが取り除かれるとき、ユダヤ人の大規模な救いが起きると教えていると主張する。したがって彼は、キリストの復活で死者の復活を期待することの重要性を主張している。 

### 律法と契約
パイパーは典型的な聖書解釈の枠組みを否定していないが、ディスペンセーション主義からは距離をとり、契約神学と近い立場をとっている。ただ、ディスペンセーション主義の千年王国の存在については同意している。彼によると、律法は神が罪を明らかにし、人間が神の義の基準に達せない（全的堕落）ことを示すためのものである。そのため、新約の時代を生きるクリスチャンは古い契約の律法の下にはいない。しかし、イエス・キリストへの信仰を実行するために利用することは可能である。

## 著書
日本で翻訳版が発行されているもの。特筆なき場合、出版社はいのちのことば社。
- 藤本満訳『イエス・キリストの受難』（The Passion of Jesus Christ, 2004）2004年
- 岡山美知子訳『聖書が語る真実のイエス』（Seeing and Savoring Jesus Christ, 2001）2006年
- 岡山美知子訳『無駄でなかったと言える生き方』（Don't Waste Your Life, 2003）2012年
- 古田大展訳『病床で学んだこと』（Lessons from a Hospital Bed, 2016）いのちのことば社、2017年
- 渡部謙一訳『コロナウイルスとキリスト 未曽有の危機に聖書を読む』2020年[36]
- 中台孝雄訳、内田和彦監訳『義認の未来 N・T・ライトに対する応答』（The Future of JUSTIFICATION）2020年09月15日[37]